# Laurentius Stigzelius
Laurentius Matthiæ Stigzelius Angermannus, född 27 oktober 1598 i Stigsjö, Ångermanland, död 31 augusti 1676 i Uppsala, var en svensk professor, rektor för Uppsala universitet, ärkebiskop, teolog.

## Biografi
Laurentius Stigzelius var son till Matthias Helgonis, och Katarina Eriksdotter. Fadern uppges i herdaminnena vara son till storbonden Herse Eriksson i Mulgerd i Häggdånger. Laurentius föddes i Stigsjö där fadern vid tidpunkten var kaplan, men denne utnämndes sedan till kyrkoherde i Ljustorps socken, och familjen flyttade då dit. Modern hade då avlidit, och fadern gifte strax om sig med en dotter till Martinus Laurentii. Sedan Laurentius fått sin första undervisning av sin far började han vid Gävle skola, och inskrevs 18 år gammal vid Uppsala universitet. Liksom flera av syskonen antog han namnet Stigzelius efter födelseorten. 
I Uppsala blev Stigzelius snart uppmärksammad för sitt snabba intellekt, och fick tjänst som informator till universitetskanslern Johan Skyttes söner. Sedan han disputerat för Martinus Stenius med De rerum duratione in commvni, promoverades han till filosofie magister 1625 och var därefter verksam vid filosofiska fakulteten vid Uppsala universitet. 1630 utsågs han till professor där i logik, och orerade samma år med De præstantia et utilitate logicæ. Genom ekonomiskt stöd av Johan Banér och Axel Oxenstierna företog Stigzelius utrikes resor i Tyskland, Frankrike, England och Holland 1633–1635. Han orerade än en gång efter hemkomsten, 1637, De recta studiorum philosophicorum ratione, och kallades till teologie professor 1640. Sju år senare fick han den första professuren i teologi (professurerna var rangordnade) och till professuren hörde att han var domprost i Uppsala. Han promoverades till teologie doktor 1648. Han var rektor för universitetet 1640, 1645, 1649, 1650, 1659 och 1668. Drottning Kristina brukade åhöra Stigzelius disputationer och föreläsningar, och höll honom tillräckligt nära för att låta honom äta vid sitt bord.
När Stigzelius var 72 år gammal, 1670, utnämndes han till ärkebiskop. Han biskopsvigdes därefter av biskopen i Linköpings stift, Samuel Enander. I egenskap av ärkebiskop krönte Stigzelius kung Karl XI, och under kröningsfesten adlades Stigzelius barn med namnet Lilljemarck. Ärkebiskopen var också universitetets prokansler.
Från att ha i den tidigaste ungdomen ha varit starkt influerad av ramismen, blev Stigzelius, i likhet med katolicismen, alltmera påverkad av artistotelismen, dock med reservationer mot skolastiken. Stigzelius förändring i sin filosofiska och teologiska uppfattning inträffade under hans år i Skyttes hem. Skytte hade varit en häftig försvarade av ramismen, och när Stigzelius utnämndes till professor i logik kände inte Skytte till hans nya uppfattning.
Stigzelius kom att bryta med de rådande strömningarna i kyrkan i flera avseenden, inte bara teologiskt. Han var motståndare till tanken på en självständig statskyrka, och ansåg att den världsliga makten borde ha översyn över kyrkans praktiska, övergripande frågor. Därtill främjade han den teologiska disciplinen vid universitetet genom att införa fler ämnen. Skolordningen 1649 var ett verk av honom, vilken var början på att kyrkan förlorade makten över universitetet.
Stigzelius gifte sig 1638 med Christina Buraea, som var dotter till biskop Jacobus Johannis Zebrozynthius och Katarina Stiernman, dotter till ärkebiskop  Nicolaus Olai Bothniensis, och tillhörde Bureätten. Deras barn adlades 1675, och sönerna introducerades på nummer 886.
- Maria Stigzelia Lilljemarck, gift 1. med professor Georgius Berelius, 2. med domprost professor Henricus Schütz
- Katarina Stigzelia Lilljemarck, gift med professor och hovkansler Johan Bergenhielm
- Elisabeth Stigzelia Lilljemarck, gift 1. med professor Uno Terserus, 2. med legationssekreteraren Mattias Edenberg
- Enok Stigzelius Lilljemarck, protokollsekreterare och rysk translator
- Johan Stigzelius Lilljemarck, hovrättsråd
- Lars Stigzelius Lilljemarck, assessor i Svea hovrätt, ogift

Stigzelius avled efter sex år på ärkebiskopsstolen, och begravdes i Uppsala domkyrkas högkor med sin hustru. I domkyrkan finns både en gravsten och ett epitafium.